# Fighting Mad
Fighting Mad er en amerikansk stumfilm fra 1917 af Edward LeSaint.

## Medvirkende
- William Stowell som Lambert
- Helen Gibson som Mary Lambert
- Hector Dion
- Betty Schade som Faro Fanny
- Alfred Allen som Eldorado Smith